# Cerkev Rožnovenske Matere Božje, Stopno
Cerkev Rožnovenske Matere Božje v Stopnem je podružnična cerkev Župnije Škocjan pri Novem mestu in znano romarsko središče. Glavni romarski shodi so na praznik svetega Antona Puščavnika (17. januar), na belo nedeljo, nedeljo po svetem Janezu Krstniku (24. junij), na svetega Petra in Pavla (29. junij), na veliki (15. avgust) in mali šmaren (8. september) ter na rožnovensko nedeljo (7. oktober). V bližini cerkve, približno 150 metrov severno, je stala cerkev sv. Petra, ki je bila zaradi slabega stanja porušena po letu 1945 in od katere je viden le še del zidu. Danes na tistem mestu stoji križ.

## Zgodovina
Cerkev je bila najverjetneje zgrajena v 1. polovici 15. stoletja, v času, ko je Vikariat Škocjan spadal pod Župnijo Belo Cerkev. Ko je bila slednja leta 1454 zaupana v oskrbo Samostanu Stična, je cerkev dobila tudi freske. Delo je opravil Janez Ljubljanski, verjetno na naročilo samostana, saj je bil on tisti, ki je za samostan opravil večino tovrstnih naročil. Cerkev nadalje omenja Valvasor, ki pravi, da k njej romajo celo ljudje iz Hrvaškega. Leta 1696 je cerkev hudo prizadel požar. Obnova, ki je sledila, je odstranila precej gotskih prvin in prinesla barokizacijo notranjščine, h kateri je spadal nov banjasti obok ladje, predelava obokov v prezbiteriju, gradnja zakristije in stranske kapele sv. Antona. Cerkev je takrat dobila tudi nove oltarje. Še ena prenova je bila izvedena v sredini 18. stoletja, ko so bili nameščeni novi kamniti portali. Na zunanji strani je bila zgrajena kamnita prižnica in prizidana stranska kapela Rožnovenske Matere Božje, katere oltar nosi letnico 1751. Zadnja prenova je potekala v letih 1990–1993.

## Opis
Celotna cerkev je zgrajena dokaj pompozno, kar kaže na to, da je bila zgrajena kot zelo obiskan romarski kraj. Na to namigujejo tudi zunanji gotski oporniki prezbiterija, ki so sicer pri dolenjskih cerkvah redko zastopani. Zvonik se nahaja na zahodni strani, kapela sv. Antona na južni, zakristija in kapela Rožnovenske Matere Božje pa na severni strani. Prvotno je bila na zunanji strani tudi freska svetega Krištofa, katere ostanki so bili ob prenovi uničeni.
Kapela Rožnovenske Matere Božje vsebuje kip Marije v sedečem položaju z Detetom Jezusom, ob njej pa svetega Dominika, ki mu Marija izroča rožni venec. Spodaj na desni se nahajajo predstavniki cerkvenih stanov, na levi pa svetnih. Prezbiterij je poslikan s freskami Janeza Ljubljanskega, ki pa so le delno ohranjene in vsebinsko predstavljajo prezbiterij kranjskega tipa. V glavnem oltarju se nahaja kip Marije z Detetom Jezusom, ki je novejšega datuma. V zgornjem delu sta kipa svetega Joahima in svete Ane ter še dveh neznanih kipov, skupaj s putti. Levi stranski oltar je posvečen svetemu Roku, ob katerem se nahajata Kozma in Damijan. Desni stranski oltar je posvečen svetemu Alojziju, ob katerem se nahajata sveti Janez Nepomuk in sveti Boštjan. Božjepotni kip Matere Božje, ki sicer izvira iz 17. stoletja in je najstarejši kip v cerkvi, se je prvotno nahajal v glavnem oltarju, sedaj pa je nameščen v niši južne stene prezbiterija. Križev pot je delo baročnega slikarja Antona Postla, freske oboka ladje pa je leta 1930 poslikal dunajski slikar Josef Edgar Kleinert.